# John Kitolano
John Shuguto Kitolano (Uvira, 18 ottobre 1999) è un calciatore norvegese, difensore dell'Aalesund.

## Biografia
Originario della Repubblica Democratica del Congo, è arrivato in Norvegia nel 2005. Ha due fratelli, Eric e Joshua, anche loro calciatori.

## Carriera

### Club
Kitolano ha giocato nelle giovanili del Gulset, prima di entrare a far parte di quelle dell'Odd. Ha esordito in prima squadra il 13 aprile 2016, schierato titolare nella vittoria per 0-5 sul campo del Tollnes, sfida valida per il primo turno del Norgesmesterskapet.
Il 6 luglio 2017 ha debuttato nelle competizioni europee per club, schierato titolare nel primo turno di qualificazione all'Europa League contro il Ballymena United, sfida vinta in trasferta col punteggio di 0-2.
Il 6 agosto 2017 ha giocato la prima partita in Eliteserien, schierato titolare nel 2-1 inflitto al Sogndal.
Il 9 agosto 2018 è stato tesserato ufficialmente dagli inglesi del Wolverhampton, a cui si è legato con un contratto triennale.
Il 20 gennaio 2020 è tornato in Norvegia, al Molde, con la formula del prestito. Il 5 ottobre 2020 si è trasferito, con la medesima formula, all'Odd Il 21 gennaio 2021, Kitolano ha firmato un contratto valido per i successivi due anni e mezzo con l'Odd.
Il 1º agosto 2022 si è trasferito all'Aalesund, per cui ha firmato un contratto valido fino al 31 dicembre 2025.

### Nazionale
Ha giocato nelle nazionali giovanili norvegesi Under-15, Under-16, Under-17, Under-18, Under-19 ed Under-20.

## Statistiche

### Presenze e reti nei club
Statistiche aggiornate al 31 dicembre 2023.
| Stagione             | Club                 | Campionato           | Campionato | Campionato | Coppe nazionali | Coppe nazionali | Coppe nazionali | Coppe continentali | Coppe continentali | Coppe continentali | Supercoppe | Supercoppe | Supercoppe | Totale | Totale |
| Stagione             | Club                 | Comp                 | Pres       | Reti       | Comp            | Pres            | Reti            | Comp               | Pres               | Reti               | Comp       | Pres       | Reti       | Pres   | Reti   |
| -------------------- | -------------------- | -------------------- | ---------- | ---------- | --------------- | --------------- | --------------- | ------------------ | ------------------ | ------------------ | ---------- | ---------- | ---------- | ------ | ------ |
| 2016                 | Odd                  | ES                   | 0          | 0          | CN              | 1               | 0               | UEL                | -                  | -                  | -          | -          | -          | 1      | 0      |
| 2017                 | Odd                  | ES                   | 4          | 0          | CN              | 4               | 0               | UEL                | 2                  | 0                  | -          | -          | -          | 10     | 0      |
| gen.-ago. 2018       | Odd                  | ES                   | 7          | 0          | CN              | 4               | 0               | -                  | -                  | -                  | -          | -          | -          | 11     | 0      |
| 2018-2019            | Wolverhampton        | PL                   | 0          | 0          | FACup+CdL       | 0               | 0               | -                  | -                  | -                  | -          | -          | -          | 0      | 0      |
| 2019-gen. 2020       | Wolverhampton        | PL                   | 0          | 0          | FACup+CdL       | 0               | 0               | UEL                | 0                  | 0                  | -          | -          | -          | 0      | 0      |
| Totale Wolverhampton | Totale Wolverhampton | Totale Wolverhampton | 0          | 0          |                 | 0               | 0               |                    | 0                  | 0                  |            | -          | -          | 0      | 0      |
| gen.-ott. 2020       | Molde                | ES                   | 10         | 1          | -               | -               | -               | UCL                | 0                  | 0                  | -          | -          | -          | 10     | 1      |
| ott.-dic. 2020       | Odd                  | ES                   | 8          | 0          | -               | -               | -               | -                  | -                  | -                  | -          | -          | -          | 8      | 0      |
| 2021                 | Odd                  | ES                   | 27         | 0          | CN              | 3               | 0               | -                  | -                  | -                  | -          | -          | -          | 30     | 0      |
| gen.-lug. 2022       | Odd                  | ES                   | 5          | 0          | CN              | 1               | 0               | -                  | -                  | -                  | -          | -          | -          | 6      | 0      |
| Totale Odd           | Totale Odd           | Totale Odd           | 51         | 0          |                 | 13              | 0               |                    | 2                  | 0                  |            | -          | -          | 66     | 0      |
| ago.-dic. 2022       | Aalesund             | ES                   | 8          | 0          | CN              | -               | -               | -                  | -                  | -                  | -          | -          | -          | 8      | 0      |
| 2023                 | Aalesund             | ES                   | 25         | 0          | CN              | 1               | 0               | -                  | -                  | -                  | -          | -          | -          | 26     | 0      |
| Totale Aalesund      | Totale Aalesund      | Totale Aalesund      | 33         | 0          |                 | 1               | 0               |                    | -                  | -                  |            | -          | -          | 34     | 0      |
| Totale               | Totale               | Totale               | 94         | 1          |                 | 14              | 0               |                    | 2                  | 0                  |            | -          | -          | 110    | 1      |